# Gethyllis britteniana
Gethyllis britteniana är en amaryllisväxtart som beskrevs av John Gilbert Baker. Gethyllis britteniana ingår i släktet Gethyllis och familjen amaryllisväxter.

## Underarter
Arten delas in i följande underarter:
- G. b. britteniana
- G. b. bruynsii
- G. b. herrei